# L'urlo di Chen terrorizza anche l'occidente
L'urlo di Chen terrorizza anche l'occidente (猛龍過江T, 猛龙过江S, Měng lóngguò jiāngP) è un film del 1972 diretto da Bruce Lee.
Nel cast del film, che ha per protagonista lo stesso regista che ne ha scritto anche soggetto e sceneggiatura oltre ad esserne uno dei produttori, spicca lo statunitense e campione mondiale di Karate Chuck Norris, agli esordi della sua carriera.
Il tratto saliente del film è la sfida finale nel Colosseo (anche se il combattimento non potè essere girato all'interno del Colosseo stesso per ragioni di sicurezza, al contrario delle altre riprese) tra Lee e Norris, che rimanda ai combattimenti tra gladiatori.

## Trama
Yen Chen parte da Hong Kong per Roma per aiutare uno zio di famiglia, la cui nipote Lao-Shan ha aperto un ristorante insieme a un gruppo di amici, che oltre al loro lavoro abituale studiano anche il karate, e al cugino Wang, il cuoco. Il ristorante suscita l'interesse della mafia locale, che intende trasformarlo in una centrale di spaccio della droga. Non riuscendo a convincere i proprietari a vendere il ristorante con le buone, i malavitosi cercano di intimidirli, anche attraverso la forza, ma Chen riesce a sconfiggerli facilmente.
Il boss invia dei malavitosi che si comportano da vili nel servizio, al che i ragazzi del ristorante li sfidano per lavare l'oltraggio; uno di loro viene tramortito senza neanche riuscire a sfiorare l'avversario, ma Chen si dimostra abile e batte i vandali uno a uno. Ammirando il coraggio di Chen, Lao-Shan instaura un rapporto con lui, arrivando a portarlo a fare un giro a Roma. L'intera banda però si riorganizza, attacca il ristorante e prende in ostaggio Chen, Wang e gli altri dipendenti. Chen viene portato in una stanza all'aperto del ristorante per farlo fuori, ma subito si libera e batte i malviventi intorno a lui, quelli nel ristorante e quelli che provano a dare man forte. Raggiunti il capo e il segretario Ho, Chen avverte quindi loro di non riprovarci.
Invece i due ci riprovano, e stavolta con un cecchino, per uccidere Chen a mezzanotte dell'ultimo giorno dell'anno. Lao-Shan se ne accorge e tenta invano di avvertire Chen, quindi è costretta ad evitare con la forza la sua morte. Ascoltando finalmente la giovane, Chen corre fuori sul tetto dell'albergo, e affronta e sconfigge il cecchino, ma dopo essere tornato nella sua stanza scopre che Lao è stata rapita; si precipita fino al rifugio dei malavitosi, e grazie all'appoggio dei suoi compagni del ristorante sconfigge definitivamente i malviventi uno ad uno. Quando però sta per fare fuori il capo, viene fermato e convinto da Lao a risparmiarlo. Rimasti soli, Ho propone al capo l'idea di sconfiggere con le sue stesse armi; chiama quindi un campione europeo, uno giapponese e soprattutto quello degli Stati Uniti d'America, Colt.
Arriva il giorno dell'Anno Nuovo, e l'intero ristorante festeggia come tutti gli altri, ma Chen riceve una lettera da suo zio da Hong Kong, che gli dice di tornare a casa. Mentre si prepara a partire, Ho ritorna al ristorante e, fingendo benevolenza, attira in una trappola Chen, Wang e gli altri dipendenti in un punto isolato, dove vengono attaccati dall'europeo e dal giapponese. Mentre uno di loro scappa per avvertire Chen, quest'ultimo e gli altri, con Wang in disparte, affrontano i due campioni; i compagni di Chen vengono massacrati dal giapponese, ma Chen fa fuori l'europeo, quindi si occupa del nipponico, che lascia poi alla mercé dei due compagni sopravvissuti mentre va a inseguire Ho all'interno del Colosseo, dove si troverà ad affrontare Colt.
I due ragazzi battono così anche il giapponese, pur a fatica, ma Wang ne approfitta per pugnalarli a tradimento, e rivela a uno di loro di essere il vero capo dell'organizzazione; egli stesso aveva scritto la lettera falsa a Chen per convincerlo invano a lasciare l'Italia e tornare a Hong Kong. Inizia nel frattempo il duello tra Chen e Colt: Chen sembra inizialmente in balia dell'avversario, ma poi si rialza e sfoggia il suo personale stile di arti marziali (lo stile del drago del titolo) e con una tempesta di colpi sopraffà Colt e gli rompe un braccio e una gamba; il terribile americano non accenna però a cedere, e anzi, pur dolorante e malfermo, rifiuta ogni opportunità di misericordia e gli si avventa contro, al che Chen lo colpisce mortalmente. Eliminato il campione americano (di cui comunque Chen riconosce il valore, coprendo il corpo con la sua giacca e posandole sopra la cintura da karate), Chen torna all'inseguimento di Ho, lo raggiunge e lo scopre insieme a Wang. Il capo di Ho giunge in quel momento e sparando a Chen uccide Ho e Wang, salvo poi venire arrestato dalla polizia, avvertita da Lao-Shan.
Finito tutto, dopo essere andato al cimitero insieme a Lao-Shan e all'ultimo dipendente del ristorante, ai quali augura buona fortuna, Chen torna finalmente ad Hong Kong.

## Produzione
L'urlo di Chen... è il film che Lee girò al posto di The Yellow Faced Tiger, pellicola poliziesca girata in USA da Lo Wei, regista dei suoi primi due successi. A causa della violenta rottura fra i due, Lee optò per dirigere da sé il suo terzo kung-fu movie, mentre Wei girò il suddetto titolo con l'esordiente Don Wang Tao di Taiwan (figlio del caratterista George Wang, molto attivo in Italia) e con Chuck Norris ancora nel ruolo del cattivo. Il film sarà riedito molti anni dopo col titolo Massacro a San Francisco, a seguito del successo anni ottanta di Norris come protagonista.
Lee fu anche co-produttore della pellicola, con la sua Concord Production Inc..
Il titolo iniziale al quale Lee aveva pensato per il suo copione era Enter the Dragon, poi optò per Way of the Dragon e userà l'altro titolo per il successivo I 3 dell'Operazione Drago.
Lee era molto orgoglioso del risultato ma anche conscio delle pecche del film, per questo non voleva che uscisse in Occidente, consapevole dei diversi gusti del pubblico non asiatico. Tuttavia dopo la sua morte Raymond Chow vendette il film ovunque. Nella versione italiana del film, il logo della Concord Production Inc. e della Golden Harvest vengono sostituiti da quello della Titanus.
Il budget del film fu di circa 120.000 dollari, nello standard delle produzioni di arti marziali di Hong Kong.
Il combattimento fra Lee e Norris richiese tre giorni di riprese e venti pagine di copione, dettagliatamente coreografate e storyboardate da Lee stesso.
Il service che aiutò Lee nelle riprese romane era fornito dal produttore Riccardo Billi, che sposerà l'attrice e modella Malisa Longo (scelta da Lee per il ruolo della prostituta a piazza Navona). Billi rifiuterà la proposta di Lee di investire 120 milioni di lire nel film successivo (Game of Death) giacché l'attore cinese era allora quasi sconosciuto fuori da Hong Kong.

### Cast
Tra gli inservienti del ristorante, in un cameo, c'è anche Wu Ngan, che era factotum e amico di famiglia dei Lee, adottato dal padre di Bruce da bambino.
Il lottatore giapponese è in realtà il coreano Hwang In-Shik, che negli anni ottanta apparirà anche come antagonista di Jackie Chan (I due cugini), e che interpretò numerose pellicole della Golden Harvest dell'epoca.
Chuck Norris non era alla sua prima apparizione sul grande schermo, né al suo primo lavoro con Lee: i due avevano già lavorato assieme (Lee come karate advisor, Norris come stuntman e generico) nello spy-movie Missione compiuta stop. Bacioni Matt Helm nel 1968.

### Location
Le riprese di Riccardo Billi
|  |  |  |
|  |  |  |
|  |  |  |
|  |  |  |

## Distribuzione
La prima proiezione del film avvenne ad Hong Kong, il 30 dicembre 1972, venne poi distribuito nei seguenti paesi:
- Jugoslavia: 1º dicembre 1973
- Italia: 11 gennaio 1974 - giugno 1974 (riedizione)
- Svezia: 2 marzo 1974
- Stati Uniti d'America: 7 agosto 1974
- Danimarca: 2 dicembre 1974
- Francia: 18 dicembre 1974
- Giappone: 25 gennaio 1975
- Germania Ovest: 22 agosto 1975
- Turchia: 2 febbraio 1976
- India: 1981
- Filippine: 24 novembre 1984
- Ungheria: 13 novembre 1986
- Finlandia: 11 dicembre 2001 (uscita DVD)

In America il film esce nel 1974, lanciato dalla distribuzione come Return of the Dragon, generando volutamente l'equivoco di essere l'ultimo film di Lee, che invece è stato Enter the Dragon, cioè I 3 dell'Operazione Drago, al fine di sembrarne il sequel e capitalizzare sulla scia dei grandi incassi dell'altro.

### Edizione italiana
La versione italiana della pellicola presenta alcune differenze rispetto a quella originale: difatti nella versione originale il personaggio interpretato da Bruce Lee si chiama Tang Lung (come si può notare dai titoli di coda), mentre nell'edizione italiana si chiama Yen Chen, questo fu un espediente della distribuzione per collegare il film ai due precedenti di Bruce Lee, in cui l'attore interpreta due personaggi chiamati appunto Chen (ne Il furore della Cina colpisce ancora si tratta di Chen Chao-an mentre in Dalla Cina con furore il personaggio è Chen Zhen). Un'altra differenza riguarda il personaggio di Wang, che nella versione italiana si rivela essere il capo occulto dell'organizzazione criminale, nella versione originale invece risulta essere stato semplicemente corrotto dal boss per convincere Lao-Shan (anch'essa con nome diverso rispetto all'originale, che è Chen Ching-Hua) a vendere il ristorante in cambio di una grossa somma di denaro, che gli avrebbe permesso di ritornare ad Hong Kong dalla famiglia.
La musica dei titoli di testa nella versione italiana proviene in realtà da un altro film, Istantanea per un delitto, compositore Franco Bixio, e differisce totalmente da quella originale della versione orientale del compositore Joseph Koo Chia Hui (udibile nei titoli di coda italiani). Anche in alcune scene la musica dell'edizione italiana è diversa dall'originale.

## Accoglienza
A fronte di un budget di circa 120.000 dollari, l'incasso in patria superò i 5 milioni di dollari, stabilendo un record.
In Italia il film uscì nel gennaio 1974 e incassò circa 340 milioni di lire nelle prime-visioni, ma tornò in sala già nell'estate del 1974. Uscì nei cinema italiani per l'ultima volta nella stagione 1981-82 e fu proiettato per la prima volta in TV nel 1986 nel ciclo "Bruce Lee - 4 film una leggenda", su Italia 1.